# 薩爾保護領
薩爾保護領（德語：Saarprotektorat），是第二次世界大戰結束後，由德國分離出來的短暫保護領。由法國所管理，位於德、法兩國之間。1955年舉行全民公投後，於1957年1月1日起成為西德一部分，相當於今日德國薩爾蘭。回歸西德後，薩爾蘭成為非城市州中最小的州。其名來自薩爾河。

## 歷史
薩爾河與其支流河谷是片地形起伏，礦產豐富，經濟上相當重要，且工業化成熟的地區，該地居民幾乎都為德意志人。該地有發展成熟的鐵路系統，是德國工業革命的中心之一。20世紀初期，該地發展成為德國第三大煤炭和鋼鐵工業區。
第二次世界大战结束后，萨尔在盟军分治时期成为法国占领区。法国反对将萨尔纳入德国，推动使它成为独立于联邦德国（西德）和民主德国（东德）之外的一个特殊保护领地。法国的目标是在未来将萨尔并入法国，退而求其次则希望萨尔独立。1946年2月16日，萨尔保护领正式成立。
1947年7月16日，萨尔马克开始成为萨尔保护领的法定货币。同年11月15日，萨尔马克加入法国货币区。1947年12月15日，萨尔保护领开始实行《萨尔宪法》，民选政府首脑由原法国驻萨尔军事总督吉尔伯特·格兰瓦尔担任。
在1955年舉行全民公投後，萨尔保护领加入成為聯邦德國的一部分，1956年法德签署《萨尔条约》。並自1957年1月1日起生效，成为今日德國的薩爾蘭。